# Markus Howard
Markus Anthony Howard, né le 3 mars 1999 à Morristown dans le New Jersey, est un joueur américain de basket-ball évoluant au poste de meneur. Il mesure 1,77 m.

## Biographie
Son frère Jordan est aussi joueur professionnel de basket-ball.
Il joue avec les Golden Eagles de Marquette en université pendant quatre saisons puis se présente à la draft 2020 durant laquelle il n'est pas sélectionné.
Le 30 novembre 2020, il signe un contrat two-way avec les Nuggets de Denver.
En août 2021, il signe à nouveau un contrat two-way en faveur des Nuggets de Denver.
À l'été 2022, Howard quitte les États-Unis et rejoint pour deux saisons le Saski Baskonia, club basque évoluant en championnat d'Espagne et en Euroligue.

### Vie personnelle
Il se marie avec Peighton Howard en novembre 2022, avec qui il a un fils, Kylian Anthony Howard (24 Juin 2024).

## Statistiques

### Universitaires
Les statistiques de Markus Howard en matchs universitaires sont les suivantes :
| Saison    | Équipe    | Matchs | Titul. | Min./m | % Tir | % 3pts | % LF | Rbds/m. | Pass/m. | Int/m. | Ctr/m. | Pts/m. |
| --------- | --------- | ------ | ------ | ------ | ----- | ------ | ---- | ------- | ------- | ------ | ------ | ------ |
| 2016-2017 | Marquette | 31     | 26     | 22,0   | 50,6  | 54,7   | 88,9 | 2,23    | 2,26    | 0,84   | 0,06   | 13,23  |
| 2017-2018 | Marquette | 34     | 31     | 31,5   | 46,4  | 40,4   | 93,8 | 3,18    | 2,76    | 0,97   | 0,66   | 20,41  |
| 2018-2019 | Marquette | 34     | 34     | 33,5   | 42,0  | 40,3   | 89,0 | 3,97    | 3,91    | 1,06   | 0,03   | 25,03  |
| 2019-2020 | Marquette | 29     | 29     | 33,2   | 42,2  | 41,2   | 84,7 | 3,48    | 3,28    | 0,93   | 0,03   | 27,79  |
| Carrière  | Carrière  | 128    | 120    | 30,1   | 44,4  | 42,7   | 88,2 | 3,23    | 3,06    | 0,95   | 0,05   | 21,57  |

## Palmarès

### Équipe nationale
- Championnat du monde 2016 des 17 ans et moins

### Universitaire
- Big East All-Freshman Team (2017)
- Second-team All-Big East (2018)
- Consensus second-team All-American (2019)
- Big East Player of the Year (2019)
- 2× First-team All-Big East (2019, 2020)
- Consensus first-team All-American (2020)
- Meilleur marqueur NCAA de la saison (2020)
- Senior CLASS Award (2020)

### En club
- Meilleur marqueur de l'Euroligue en 2024 (trophée Alphonso-Ford)[4]